# Jacky Courtillat
Jacques „Jacky” Courtillat (ur. 8 stycznia 1943 w Melun) – francuski florecista, brązowy medalista olimpijski i dwukrotny medalista mistrzostw świata.
Na igrzyskach olimpijskich w Rzymie w 1960 roku zajął piąte miejsce w zawodach drużynowych. Na rozgrywanych cztery lata później igrzyskach olimpijskich w Tokio reprezentacja Francji w składzie: Jean-Claude Magnan, Daniel Revenu, Jacky Courtillat, Pierre Rodocanachi i Christian Noël zdobyła brązowy medal. W turnieju indywidualnym odpadł w ćwierćfinałach. 
Podczas mistrzostw świata w Gdańsku w 1963 roku wspólnie z Guy Barrabino, Jean-Claude'em Magnanem, Danielem Revenu i Pierre'em Rodocanachim zajął drużynowo trzecie miejsce. Wynik ten Francuzi z Courtillatem w składzie powtórzyli na mistrzostwach świata w Paryżu dwa lata później.
W 1964 był indywidualnym mistrzem Francji seniorów.